# イヴァン・ボシュニャク
イヴァン・ボシュニャク（Ivan Bošnjak、1979年9月6日 - ）は、クロアチアの元サッカー選手。元クロアチア代表。ポジションはフォワード。

## 経歴

### クラブ
2000-01年にHNKハイドゥク・スプリトで、2005-06年にNKディナモ・ザグレブでプルヴァHNL優勝を経験している。また2005-06年には22得点を決めて得点王にもなった。

### 代表
2000年にクロアチア代表デビュー。2005年から多くの試合に出場、2006 FIFAワールドカップのメンバーにも選出された。ワールドカップではグループステージ・日本戦の終盤に途中出場した。クロアチア代表として通算14試合に出場、1得点をあげた。

## 代表歴

### 出場大会
- クロアチア代表
  - 2006 FIFAワールドカップ

### 試合数
- 国際Aマッチ 14試合 1得点（2000年-2006年）[1]

| クロアチア代表 | 国際Aマッチ | 国際Aマッチ |
| 年             | 出場        | 得点        |
| -------------- | ----------- | ----------- |
| 2000           | 1           | 0           |
| 2001           | 0           | 0           |
| 2002           | 1           | 0           |
| 2003           | 0           | 0           |
| 2004           | 0           | 0           |
| 2005           | 7           | 0           |
| 2006           | 5           | 1           |
| 通算           | 14          | 1           |